# Домовая муха
Домовая муха (лат. Muscina stabulans, ранее Curtonevra stabulans) — вид короткоусых двукрылых из семейства настоящих мух. Синантропное насекомое размером около 8 мм. Вызывают миаз мускиноз. Механически переносят возбудителей бактериальных и вирусных инфекций, в том числе полиомиелита.

## Описание
Самки этих мух откладывают 140—200 яиц. Личинки чаще развиваются в кухонных отбросах, навозе и в человеческих испражнениях, причём личинки третьего возраста нередко хищничают, поедая личинок других видов мух, в том числе и комнатной мухи. Личинки могут паразитировать в живых растениях, в кузнечиках, иногда в теплокровных животных (в том числе на человеке), встречаются и на трупах позвоночных.